# 林迪斯法恩 (蒙大拿州)
林迪斯法恩（英語：Lindisfarne）是位於美國蒙大拿州萊克縣的普查規定居民點。

## 人口
根據2020年美國人口普查的數據，林迪斯法恩的面積為8.80平方千米，當中陸地面積為6.68平方千米，而水域面積為2.12平方千米。當地共有人口320人，而人口密度為每平方千米36.36人。